# 高崎健康福祉大学短期大学部
高崎健康福祉大学短期大学部（たかさきけんこうふくしだいがくたんきだいがくぶ、英語: Takasaki University of Health and Welfare Junior College）は、群馬県高崎市中大類町58-2に本部を置いていた日本の私立大学である。1966年に設置され、2013年に廃止された。

## 概観

### 大学全体
- 群馬県高崎市内に所在した日本の私立短期大学で、設置主体は学校法人高崎健康福祉大学[注 4]。
- 1966年に学校法人須藤学園により群馬女子短期大学（ぐんまじょしたんきだいがく 英称:Gunma Women's College）として開学。最大で3学科[注 5]まで発展した。その後、高崎健康福祉大学の設置により男女共学の短期大学部となり、生活学科の児童福祉専攻や看護学科などの新設もあり4学科にまで発展したが、さらに大学への切り替えが進み、最終的には児童福祉学科のみとなる。
- 2011年度の入学生を最後に[注釈 2]、2013年に短期大学としての使命を終える[注釈 3]。

### 教育および研究
- 高崎健康福祉大学短期大学部は保育者の養成に力をいれていた。

### 学風および特色
- 高崎健康福祉大学短期大学部では、アドバイザー制が導入されていた。

## 沿革

### 略歴
- 高崎健康福祉大学短期大学部は、1966年に群馬女子短期大学として開学されているが、これは、高崎市に女子短大の設立を希求する地域社会に応えると同時に地方文化・学術の向上に資することも目的に設置されていた。

### 年表
- 1936年
  - 須藤いま子により須藤和洋裁女学院が設置される[6]。
- 1949年
  - 須藤高等技芸学校に改称。
- 1966年
  - 1月25日 学校法人が成立する[注 6]。
  - 1月27日 左記を以て文部省[注 7]より短期大学の設置が認可される[8]。
  - 4月1日 群馬女子短期大学が以下の学科体制にて開学[9]。
    - 家政科 入学定員80名[注 8]

  - 5月1日 学生数[11]/定員
    - 家政科 94[注釈 4]/80
- 1967年
  - 4月1日 以下の学科を増設する[注 9]
    - 国文科 入学定員50名[注 10]

  - 5月1日 学生数[17]/定員
    - 家政科 161[注釈 4]/160
    - 国文科 33[注釈 4]/50
- 1968年
  - 2月6日 別科の設置が認められ、以下の課程を設ける[注 11]。
    - 家政専修 入学定員50名

  - 5月1日 学生数[19]/定員
    - 家政科 143[注釈 4]/160
    - 国文科 64[注釈 4]/100
- 1969年
  - 4月1日 以下、学科名の改称あり[注 12]。
  - 家政科→家政学科
  - 国文科→国文学科
- 1970年
  - 4月1日 家政学科を以下の通り専攻分離する[注 13]。
    - 家政専攻[注釈 5]
    - 食物栄養専攻[注釈 5]

  - 5月1日 学生数[27]/定員
    - 家政学科 156[注釈 4]/160
    - 国文学科 73[注釈 4]/100
- 1971年
  - 4月3日 設置者を以下の通り変更する[28]。
    - 学校法人須藤学園→学校法人群馬女子学園
- 1985年
  - 5月1日 学生数[29]/定員
    - 家政学科 204[注釈 4]/160
    - 国文学科 150[注釈 4]/100
- 1986年
  - 4月1日 以下の通り入学定員増あり[注 14]。
    - 国文学科 50→100
    - 家政学科
      - 家政専攻 40→80
      - 食物栄養専攻 40→50

  - 5月1日 学生数[35]/定員
    - 家政学科 251[注釈 4]/210
    - 国文学科 195[注釈 4]/150
- 1987年
  - 5月1日 学生数[36]/定員
    - 家政学科 303[注釈 4]/260
    - 国文学科 238[注釈 4]/200
- 1989年
  - 4月1日 以下の学科を増設する[注 15]。
    - 経営情報学科 入学定員100名[注 16]

  - 5月1日 学生数[41]/定員
    - 家政学科 308[注釈 4]/260
    - 国文学科 239[注釈 4]/200
    - 経営情報学科 127[注釈 4]/100
- 1990年
  - 4月1日 以下、学科及び専攻名称の変更あり[注 17]。
    - 家政学科→生活学科
      - 家政専攻→生活教養専攻

  - 5月1日 学生数[44]/定員
    - 生活学科 312[注釈 4]/260[注 18]
    - 国文学科 250[注釈 4]/200
    - 経営情報学科 248[注釈 4]/200
- 1992年
  - 5月1日 学生数[注 19]/定員
    - 生活学科 336[注釈 4]/260
    - 国文学科 293[注釈 4]/200
    - 経営情報学科 295[注釈 4]/200
- 1999年
  - 5月1日 学生数[47]/定員
    - 生活学科 328[注釈 4]/260
    - 国文学科 205[注釈 4]/200
    - 経営情報学科 257[注釈 4]/200
- 2000年
  - 4月1日
    - この年度の入学生より、従来の学科を以下の通り改組される[注 20]。
    - 国文学科→日本語コミュニケーション学科 入学定員90名[注 21]
    - 経営情報学科→情報文化学科 入学定員100名[注 22]
    - 以下のについては、この年度で学生募集を最終とする[注 23]。
      - 生活学科食物栄養専攻[注 24]
- 2001年
  - 4月1日 この年度における出来事を、以下列挙する[注 25]。
    - 高崎健康福祉大学短期大学部に改称し。共学とする。学校法人を「高崎健康福祉大学」に組織変更。
    - 日本語コミュニケーション学科の入学定員を90→80[57]に減員。
- 2002年
  - 4月1日
    - 生活学科に以下の専攻課程を新設する[注 26]。
      - 児童福祉専攻 入学定員80名

    - 以下、入学定員減あり。
      - 日本語コミュニケーション学科 80→50

    - 以下の学科については、この年度で学生募集を最終とする[注 27]。
    - 日本語コミュニケーション学科[注 28]
- 2003年
  - 4月1日 以下の学科を増設する[注 29]。
    - 看護学科 入学定員80名
- 2004年
  - 1月 平成16年度大学入試センター試験参加短期大学の1校となる[注 30]。
  - 4月1日 この年度の入学生より、生活学科における各専攻課程を以下の通り変更する[注 31]。
    - 生活教養専攻→生活学科
    - 児童福祉専攻→児童教育学科
- 2005年
  - 4月1日 以下の学科については、この年度で学生募集を最終とする[注 32]。
    - 生活学科[注 33]
    - 情報文化学科[注 34]
    - 看護学科[注 35]
- 2010年
  - 児童福祉学科のための新校舎が完成。
- 2011年
  - 4月1日 この年度で短期大学としての学生募集を最終とする[注釈 2]。
- 2013年
  - 7月4日 左記を以て正式に廃止となる[注釈 3]。

## 基礎データ

### 所在地
- 群馬県高崎市中大類町58-2[注釈 1]

### 交通アクセス
- JR高崎線および上信電鉄高崎駅から群馬中央バスまたは市内循環バスを利用するのが最も便利。

### 象徴
- 高崎健康福祉大学短期大学部のカレッジマークは「UHV」すなわち「University of Health and Welfare」[注 36]を模った簡素なものとなっている[注 37]。

## 教育および研究

### 組織

#### 学科
- 児童福祉学科 入学定員100名[注 38]

##### 過去にあった学科
- 日本語コミュニケーション学科 入学定員50名[注 39]
- 生活学科 入学定員40名[注釈 6]
  - 生活教養専攻 →生活学科
  - 食物栄養専攻 入学定員50名[注 40]
- 情報文化学科 入学定員70名[注釈 6]
- 看護学科 入学定員80名[注釈 6]

#### 専攻科
- なし

#### 別科
- 家政専修 入学定員50名[注 41]

##### 取得資格について
- 司書資格
  - 生活学科
  - 情報文化学科
- 栄養士資格
  - 生活学科食物栄養専攻。
- 保育士資格
  - 児童福祉学科
- 看護師国家試験受験資格[84]
  - 看護学科
- 教育職員免許状
- 幼稚園教諭二種免許状：
  - 児童福祉学科
- 中学校教諭二種免許状[注 42]
  - 国語
    - 国文学科

  - 家庭
    - 生活学科生活教養専攻

## 学生生活

### 部活動・クラブ活動・サークル活動
- 高崎健康福祉大学短期大学部のクラブ活動
  - 体育系：ソフトテニス・バレーボール・バドミントン・ワンダーフォーゲル・ゴルフ・卓球・スキー・バスケットボールほか
- 文化系：クッキング・カラオケ・茶道・書道・美術・イラスト・文芸・手芸・ユースホステル・軽音楽・映画・吹奏楽ほか。

### 学園祭
- 高崎健康福祉大学短期大学部の学園祭は毎年、大学と合同で概ね10月に行われている。かつて、群馬女子短期大学だった時分、「藤華祭」と称されており、同時に「紫祭」（いわゆる寮祭）も催されていた。

### スポーツ
- ソフトテニス部が、群馬女子短期大学だった時分においてとりわけ活発なものとなっていた。

## 大学関係者と組織

### 大学関係者一覧

#### 大学関係者
- 伊藤隆：元群馬女子短期大学学長

## 施設

### キャンパス
- 短期大学部独自のキャンパスがあり、5号館・4号館が主として使用されている。4号館は地上6Fの茶色の建物で、学生食堂や図書館が設置されていた。5号館は地上8Fの白い建物で、実習室や研究室があった。

### 寮
- 高崎健康福祉大学短期大学部には「紫寮」と称した学生寮が、群馬女子短期大学の時からあった。

## 対外関係

### 系列校
- 高崎健康福祉大学
- 高崎健康福祉大学高崎高等学校
- 高崎健康福祉大学附属幼稚園

## 社会との関わり
- 「高大連携事業イベント」を開催している。

## 卒業後の進路について

### 編入学・進学実績
- 生活学科
  - 生活教養専攻：東北福祉大学・共立女子大学・東京家政大学・東京家政学院大学・東京農業大学・愛知産業大学ほか
  - 食物栄養専攻：宮城学院女子大学・女子栄養大学ほか
- 日本語コミュニケーション学科：茨城キリスト教大学・共愛学園前橋国際大学・淑徳大学・駿河台大学・目白大学・大東文化大学・金沢学院大学・金城学院大学・中京大学・梅花女子大学ほか
- 情報文化学科：図書館情報大学・立正大学・新潟経営大学・京都橘大学ほか

## 附属学校
- 群馬女子短期大学だった時分、群馬女子短期大学附属高等学校・群馬女子短期大学附属幼稚園を併設していた[注 43]